# Philippe Parès
Pour l’article homonyme, voir Parès.
Philippe Parès, né le 3 mai 1901 dans le 4e arrondissement de Paris et mort le 1er février 1979 dans le 14e arrondissement de Paris, est un compositeur français de musique de film, d'opérette et de musique légère.

## Biographie
Fils de Gabriel Parès, chef d'orchestre de la Garde républicaine, Philippe Parès rencontre, au début des années 1920, après des études secondaires au lycée Charlemagne, Georges van Parys au cours Edmond Lavagne. Georges Van Parys, d'un an son cadet, commence dès 1925 à composer de petites œuvres (opérettes en un acte ou sketches musicaux) et des chansons. En 1927, ils collaborent une première fois pour La Petite dame du train bleu, dont la création a lieu à Lyon. La même année, Lulu est représentée à Paris, au Théâtre Daunou. Ils collaborent jusqu'en 1931. Ils écrivent notamment la musique du film de René Clair, le Million, en collaboration avec Armand Bernard.
Philippe Parès fait ensuite une carrière de producteur de disques et d'éditeur de musique (musique de film et d'ambiance, pédagogie, œuvres pour enfants...). Il produit notamment vers 1928-1929 plusieurs partitions importantes de la fin du cinéma muet : La Femme et le Pantin pour Jacques de Baroncelli et La Passion de Jeanne d'Arc de Carl Dreyer (musique de Victor Alix et Léo Pouget), entre autres.

## Opérettes et comédies musicales
Avec Georges van Parys :
- Lulu, opérette en trois actes, livret et lyrics de Serge Veber, 1927
- La Petite dame du train bleu ou Quand y en a pour deux, comédie musicale en trois actes, livret de Goerges Lignereux et Léopold Marchès, 1927
- L' Eau à la bouche, opérette en trois actes, livret de Serge Veber, 1928
- Louis XIV, opérette en 3 actes et 5 tableaux, livret de Serge Veber, 1929
- Le Cœur y est, comédie musicale en 3 actes et 4 tableaux, livret de Raoul Praxy, lyrics de Roger Bernstein, 1930
- Couss-Couss, opérette à grand spectacle en 3 actes et 5 tableaux, livret de Jean Guitton, 1931

Seul :
- La bride sur le cou, comédie musicale, livret d' André Huguet, Henri Lemarchand et Max Eddy, 1947

## Musique de film
- Paris Girls de Henri Roussell - 1929
- La route est belle de Robert Florey - 1929
- Les Amours de minuit de Augusto Genina, Marc Allégret - 1930
- Le Blanc et le Noir de Robert Florey, Marc Allégret - 1931
- Le Million de René Clair - 1931
- Je serai seule après minuit de Jacques de Baroncelli - 1931
- Un soir de rafle de Carmine Gallone - 1931
- Le Mariage de Mademoiselle Beulemans de Jean Choux - 1932
- Une petite femme dans le train de Karl Anton - 1932
- Toboggan de Henri Decoin - 1934
- Un fichu métier de Pierre-Jean Ducis - 1938
- Le Club des soupirants de Maurice Gleize - 1941
- Une jeune fille savait de Maurice Lehmann - 1947
- Interpol contre X de  Maurice Boutel - 1959
- Première Brigade criminelle de Maurice Boutel - 1961